# Оже, Луи-Симон
Луи́-Симо́н Оже́ (фр. Louis-Simon Auger; 29 декабря 1772, Париж — 2 января 1829, Париж) — французский журналист, литературный критик и драматург. Член Французской академии с 1816 по 1829 год. Будучи писателем-классиком, являлся идейным противником Стендаля и молодой группы романтиков.
Проспер Мериме вскользь упоминает о нём в письме к Сюттон Шарп.
Другой Ваш друг, которого Вы встречали у госпожи Ансиллы, г-н Оже, будучи классиком, кончил жизнь, как романтик: он бросился в реку.
- Lettres de Mmes. de Villars, de Coulanges et de La Fayette, de Ninon de L’Enclos et de Mademoiselle Aïssé accompagnées de notices bibliographiques, de notes explicatives par Louis-Simon Auger, at gutenberg.org Архивная копия от 6 июля 2010 на Wayback Machine